# Банні МакДіармід
Банні МакДіармід (народилася 1957 або 1958 року в Крайстчерчі) — екологічна активістка з Нової Зеландії. З 4 квітня 2016 року разом з Дженніфер Морган вона була виконавчою директором неурядової організації Грінпіс. Вона була активісткою понад 30 років, керуючи національними та міжнародними кампаніями, у тому числі в своїй рідній Новій Зеландії. Свою кар'єру в Грінпіс вона розпочала у 1984 році як волонтерка у Rainbow Warrior. Вона заснувала регіональний офіс у Тихому океані, який займається питаннями клімату, лісів та океанів. Також вона кілька років координувала міжнародну ядерну та глибоководну роботу. Вона є акціонеркою еко-поселення Аваавароа.